# Лієво-Средицько
Лієво-Средицько (хорв. Lijevo Sredičko) — населений пункт у Хорватії, у Загребській жупанії у складі громади Писаровина.

## Населення
Населення за даними перепису 2011 року становило 196 осіб.
Динаміка чисельності населення поселення:

## Клімат
Середня річна температура становить 10,58 °C, середня максимальна – 25,02 °C, а середня мінімальна – -6,25 °C. Середня річна кількість опадів – 976 мм.
| Клімат поселення                              | Клімат поселення | Клімат поселення | Клімат поселення | Клімат поселення | Клімат поселення | Клімат поселення | Клімат поселення | Клімат поселення | Клімат поселення | Клімат поселення | Клімат поселення | Клімат поселення | Клімат поселення |
| Показник                                      | Січ.             | Лют.             | Бер.             | Квіт.            | Трав.            | Черв.            | Лип.             | Серп.            | Вер.             | Жовт.            | Лист.            | Груд.            |                  |
| Середній максимум, °C                         | 6,43             | 8,45             | 12,97            | 17,30            | 21,88            | 25,02            | 24,46            | 23,85            | 20,15            | 14,95            | 9,08             | 5,06             |                  |
| Середня температура, °C                       | 0,09             | 2,11             | 6,64             | 10,96            | 15,53            | 18,67            | 20,36            | 19,75            | 16,05            | 10,85            | 4,98             | 0,94             |                  |
| Середній мінімум, °C                          | −6,25            | −4,22            | 0,29             | 4,62             | 9,19             | 12,33            | 16,26            | 15,65            | 11,94            | 6,74             | 0,89             | −3,14            |                  |
| Норма опадів, мм                              | 58               | 56               | 66               | 76               | 83               | 97               | 88               | 92               | 93               | 95               | 98               | 74               |                  |
| Середньомісячна швидкість вітру, м/с          | 1.60             | 1.80             | 2.20             | 2.10             | 1.90             | 1.75             | 1.70             | 1.60             | 1.50             | 1.60             | 1.65             | 1.64             |                  |
| Середньомісячна сонячна радіація, кДж/м²·день | 4190             | 6894             | 10499            | 15033            | 19167            | 21100            | 22319            | 19395            | 14189            | 8746             | 4601             | 3384             |                  |
| --------------------------------------------- | ---------------- | ---------------- | ---------------- | ---------------- | ---------------- | ---------------- | ---------------- | ---------------- | ---------------- | ---------------- | ---------------- | ---------------- | ---------------- |
| Джерело:                                      |                  |                  |                  |                  |                  |                  |                  |                  |                  |                  |                  |                  |                  |